# Tool
Tool er et amerikansk progressivt metal-band, der blev dannet i 1990 i Los Angeles, Californien. Til dato består bandet af trommeslager Danny Carey, bassist Justin Chancellor, guitarist Adam Jones og vokalist Maynard James Keenan. Tool har gennem deres karriere vundet tre Grammies, været hovednavn på flere verdensturnéer og produceret albums med høje placeringer på de internationale musikhitlister. Bandet brød igennem med deres heavy metal-lyd på deres første album, og nåede senere toppen af den alternative metal-bevægelse med udgivelsen af deres andet album, Ænima i 1996. Deres bestræbelser på at forene eksperimenterende musik, billedkunst samt budskaber om personlig udvikling, fortsatte på albummet Lateralus fra 2001, og derefter på deres næste album 10,000 Days fra 2006, med yderligere kritikerros og succes verden over til følge. Bare i USA har bandet solgt over 13 mio. album.
På grund af Tools indlemmelse af billedkunst og forholdsvis lange og komplekse udgivelser, er bandet generelt beskrevet som en stiloverskridende gruppe, der genremæssigt ligger i et krydsfelt mellem progressiv- og art rock. Bandet har ofte udtrykt et kritisk standpunkt overfor den moderne musikindustri og har bl.a. udtalt sig kritisk om emner som censur. Bandmedlemmerne er ligeledes kendt for at insistere på deres ret til privatliv.

## Biografi

### De tidlige år
I 1980'erne flyttede hvert af de fremtidige Tool-medlemmer til Los Angeles. Både Paul D'Amour og Adam Jones havde planlagt at gå ind i filmindustrien, mens Maynard James Keenan fandt arbejde som indretningsarkitekt i dyrehandler, efter at have studeret billedkunst i Michigan. Danny Carey var på dette tidspunkt både trommeslager for bandet Green Jellÿ og Carole King, og spillede udover dette i Los Angeles-området med Pigmy Love Circus.
Keenan og Jones mødte hinanden gennem en fælles bekendt i 1989. Efter Keenan havde afspillet en båndoptagelse for Jones af sit tidligere bandprojekt, blev Jones så imponeret over Keenans stemme, at han til sidst overtalte ham til at starte et band. Jones og Keenan begyndte at jamme sammen, og ledte sideløbende både efter en trommeslager og en bassist. Tilfældigvis boede Danny Carey i lejligheden ovenover Keenan, og blev introduceret til Jones af Tom Morello, som var Jones' gamle skolekammerat og tidligere medlem af Electric Sheep. Derved begyndte Carey at spille med dem, "da han havde ondt af dem," fordi ingen af de andre inviterede musikere dukkede op. Tools besætning var således fuldendt, da en af Jones' venner introducerede dem for bassisten Paul D'Amour.
Tidligt i deres karriere opdigtede bandet historien om, at de blev stiftet på grund af deres pseudofilosofi "lachrymology" (litterært oversat: "studierne i gråd"). Selvom "lachrymology" også var en idé til bandets navn, forklarede Keenan senere deres valg af navnet Tool: "Værktøj [Tool] er præcis hvad det lyder som: Det er en stor pik. Det er en skruenøgle... vi er... dit værktøj; brug os som en katalysator, i din proces til at finde ud af hvad end det er, du skal finde ud af, eller hvad du ellers prøver at opnå."
Efter kun nogle få optrædener henvendte flere pladeselskaber sig til dem, og kun tre måneder inde i deres karriere, skrev de kontrakt med Zoo Entertainment. I marts 1992 udgav Zoo, Tools første ep Opiate. Bandet beskrev ep'ens stil som "slang og bang" heavy metal, og de seks "hårdeste lydende" sange, skrevet til dette formål. Ep'en indeholdt singlerne "Hush" og "Opiate." Bandets første musikvideo "Hush," fremviste deres kritiske syn på det daværende Parents Music Resource Centers kamp for censur i musikken. I videoen optrådte bandet nøgen med deres kønsorganer dækket til med parental advisory-etiketter, og deres munde tapet med gaffertape.
Tool begyndte at turnere med Rollins Band, Skitzo, Fishbone, og Rage Against the Machine, hvilket gav en positiv respons af blandt andet Janiss Garza fra RIP Magazine, der i september 1992 opsummerede turnéen som en "god start."

### Undertow(1993–1995)
I 1993, på den tid hvor post-Nirvana alternativ rock var på sit højeste, udgav Tool deres debutalbum Undertow. Det udtrykte en anderledes dynamik end Opiate, og inkluderede sange bandet ikke havde valgt at udgive på den forrige ep, da de havde valgt en langt tungere lyd. Som planlagt begyndte Tool, at turnere igen med en undtagelse i maj 1993. Det var også planlagt, at Tool skulle spille ved the Garden Pavilion i Hollywood, men i sidste øjeblik fandt de ud af, at Garden Pavilion tilhørte L. Ron Hubbards Church of Scientology, hvilket bandet anså ikke passede sammen med deres etik om, at en person ikke skulle følge et trossystem, der hæmmede deres udvikling som mennesker.
Keenan brugte derfor det meste af tiden i showet på at bræge som et får af publikum.
Tool spillede efterfølgende flere succesfulde koncerter til Lollapalooza festivalen, og blev flyttet fra anden scenen til hovedscenen af deres manager og festivalens medstifter Ted Gardner.
Til den sidste koncert på Lollapalooza introducerede komikeren fra deres hjemby, Bill Hicks dem. Hicks var blevet venner med bandmedlemmerne, og en indflydelse på dem, hvilket blandt andet nævnes i Undertows noter.
Han bad vittighedsfuldt publikummet på 60,000 mennesker om at stå helt stille, og hjælpe ham med at finde en mistet kontaktlinse.
Tools popularitet voksede efter disse koncerter, og sørgede for, at Undertow fik tildelt guld af RIAA i september 1993 og senere i 1995 opnåede platin status, trods det blev solgt med et censureret albumomslag af distributører som Wal-Mart.
Singlen "Sober" blev et hit i marts 1994, og vandt Billboards pris i kategorien "bedste video fra et nyt band" for den ledsagende stop-motion musikvideo.
Med udgivelsen af Tools følgende single "Prison Sex" blev bandet atter et mål for censur. Sangteksten og musikvideoen omhandlede børnemisbrug, som igangsatte kontroversielle reaktioner. Keenans sang begynder med: "Det tog mig så lang tid at huske, bare hvad der var sket. Jeg var så ung og vestal dengang, du ved det gør ondt på mig, men jeg trækker vejret så jeg tror, at jeg stadig er i live." Videoen var hovedsageligt lavet af guitarist Adam Jones, der så det som hans "surrealistiske fortolkning" af materialets anliggende. Og mens nogle moderne journalister igen priste videoen, og beskrev sangteksten som "metaforisk", bad den amerikanske afdeling af MuchMusic Keenan om, at repræsentere bandet i en høring. De anså videoen for klar og pornografisk, og MTV stoppede med at sende den efter få afspilninger.
I september 1995 gik Tool atter i studiet for at indspille deres andet album. På dette tidspunkt oplevede gruppen deres eneste medlemsskift til dato, da bassist D'Amour forlod dem, for at følge nogen af sine andre projekter. Justin Chancellor et tidligere medlem af bandet Peach overtog til sidst D'Amour plads, efter at være blevet valgt ud mellem konkurrenter som Kyuss' Scott Reeder, Filters Frank Cavanaugh, Pigmy Love Circuss E. Shepherd Stevenson og ZAUMs Marco Fox.

### Ænima(1996–2000)
Efter Justin Chancellor sluttede sig til bandet, fortsatte indspilningerne af studiealbummet Ænima. Tool fik hjælp fra produceren David Bottrill, (som før i tiden havde produceret albums for King Crimsons), mens Jones samarbejdede med designeren Cam de Leon for at skabe Ænimas grammy-nomineret illustration. Selve albummet blev udgivet i oktober 1996.
Ænima var dedikeret til komikeren Bill Hicks, som døde et halvt år tidligere. Bandet havde i sinde at hæve opmærksomheden om Hicks' materiale og ideer, fordi de følte at han og dem, "var fyldt med lignende koncepter."
Faktisk før Ænimas sidste spor "Third Eye" er der et klip fra en Hicks' optrædener, og på nogle af Ænima-cdens lentikulære omslag, var Hicks som billede, såvel som omkvædet i titelsporet "Ænema" der referere til en vittighed Hicks lavede om Arizona Bay, hvor han overvejer at lade Californien synke ned i Stillehavet.
Den første single "Stinkfist" opnåede begrænsede og ufuldkommen sendetid i medierne: Den blev forkortet af radioprogrammer, og musikvideoen blev omdøbt af MTV fra "Stinkfist" til "Track #1" på grund af offensiv konnotation. og sporets sangtekst var ændret. Som besvarelse på fansenes klager, udtrykte Matt Pinfield sin beklagelse ved at vinke hans næve foran sit ansigt, mens han introducerede videoen og forklarede navneændringen i MTVs 120 Minutes.
En turné begyndte i oktober 1996, kun nogle få uger efter Ænimas udgivelse. De optrådte flere steder i USA og Europa, og stod som overskrifter i Australien sent i marts 1997. Den 1. april blev den første af flere aprilsnarer publiceret. Kabir Akhtar sideadministratoren for bandets semiofficielle fanside, The Tool Page, skrev at "mindst tre af bandets medlemmer var i en kritisk tilstand," efter et trafikuheld i turnebussen på motorvejen. Denne spøg fik en masse omtale, og blev til sidst sendt i både radioen og på MTV. Akhtar skrev senere en undskyldning, og nævnte at The Tool Page, "ikke ville tilføje sådan en fremmedartet spøg i fremtiden," en påstand der dog aldrig blev overholdt på grund af senere aprilsnarer. Turnéen fortsatte næste dag, som det oprindeligt blev bekendtgjort. Til sidst vendte de tilbage til USA, og stod som overskrifter på Lollapalooza festivallen i juli 1997, hvor de fik en masse ros af andmelderen The New York Times:
| Citat | "Tool vendte tilbage med triumf til Lollapalooza efter at have optrådt blandt ukendte bands på festivallens mindre scener i 1993. Nu er Tool hovedattraktionen til en festival, der kæmper med at fastholde dets formål... Tool brugte tabu-brydende billedsprog til helvedsild og moralisering i sange, der svinger fra bitter bebrejdelse til nihilistisk fordømmelse. Deres musik har forbedret alle skavanker, majestæt af grunge." | Citat |
|       | |       |

Til trods for der var en nedgang i alternativ rock musik midt i 1990'erne i USA, endte Ænima med lige så stor salgssucces som Tools debutalbum. Det progressivt inspirerede album sørgede for, at bandet landede i toppen af den alternativ metal genre da det indeholdt det grammy-vindende titelspor "Ænema," og dukkede op på flere "bedste albums i 1996" lister, hvor bemærkelsesværdige eksempler kan være Kerrang! og Terrorizer.
En juridisk kamp begyndte samme år, og påvirkede bandets arbejde på en ny udgivelse. Volcano Records, efterfølgerne af Tools på dette tidspunkt nedlukkede Zoo Entertainment, påstod et kontraktbrud, og valgte at trække bandet i retten. Ifølge Volcano havde Tool brudt kontrakten, da de begyndte at lede efter tilbud fra andre pladeselskaber. Som svar på dette oplyste Tool, at Volcane ikke havde fornyet valget i deres kontrakt. De to partier gjorde derved op i retten. I slutningen af 1998 accepterede Tool et ny kontrakttilbud på tre albums. I 2000 fyrede bandet deres manager Ted Gardner, som efterfølgende sagsøgte bandet over hans indbringende bestillings aftale.
I denne tid stiftede Keenan også det succesfulde band A Perfect Circle med Tools guitarteknikker Billy Howerdel, mens Jones sluttede sig til The Melvins' Buzz Osborne, og Carey blev trommeslager for Dead Kennedys' Jello Biafra i et andet sideprojekt.
Selvom der gik rygter om at Tool var ved at gå i opløsning, arbejdede Chancellor, Jones og Carey på nyt materiale, mens de ventede på, at Keenan skulle vende tilbage. I 2002 udgav de bokssættet Salival (CD/VHS eller CD/DVD), som gjorde en ende rygterne og bandets opløsning. Cd'en indeholdt et nyt originalt spor som var en coverversion af Led Zeppelins "No Quarter," liveversioner af Peachs "You Lied," reviderede version af gamle sange. VHS'en og DVD'en indeholdt hver musikvideoer inklusiv en bonusmusikvideo til sporet "Hush" på DVD'en. Selvom Salival gav nogen singler, fandt det skjulte spor "Maynard's Dick" (som kan spores tilbage til Opiate æraen) vej til FM-radioen, da flere DJs valgte at spille den under navnet "Maynard's Dead".

### Lateralus(2001–2005)
I januar 2001 bekendtgjorde Tool et nyt album ved navn Systema Encéphale sammen med en sporliste på tolv sange, der indeholdt titler som "Riverchrist," "Numbereft," "Encephatalis," "Musick," og "Coeliacus". Fildelingsnetværker som Napster blev oversvømmet med uægte filer, der bar sporernes navne.
På dette tidspunkt var Tool medlemmerne åbenhjertet kritiske overfor fildelingsnetværker, generelt på grund af den negative indvirkning det havde på musikere, der var afhængige af pladesalg for at kunne fortsætte en karriere. Keenan sagde dette i et interview med NY Rock i 2000: "Jeg tror, der er mange andre industrier derude, som fortjener at blive destrueret. Dem der bliver skadet af MP3er, er ikke så meget firmaerne eller forhandlerne, men musikerne, folk der prøver at skrive sange.
En måned senere afslørede bandet, at det nye album faktisk havde titlen Lateralus og at navnet Systema Encéphale, og sporlisten var falske. Lateralus og de efterfølgende turnéer bragte Tool et skridt længere mod art rock og progressiv rock territoriet. Joshua Klein fra The A.V. Club beskrev efter sin mening albummet med dets 79 minutter relative komplekse og lange sange, med den ti et halvt minut lange musikvideo til "Parabola" som bragte en udfordring til fans og på samme måde musikprogrammering.
Albummet blev en succes verden over, og nåede plads 1 på Billboard 200 albums hitliste dets debutuge.
Tool modtog deres anden Grammy i kategorien "best metal performane of 2001" med sangen "Schism".
Til bandets takketale brugte trommeslager Carey lejligheden til at takke sine forældre og satan, mens bassist Chancellor afsluttede: "Jeg vil gerne takke min far for at tage sig af min mor."
En udstrakt turné begyndte gennem 2001 og 2002 for at støtte udgivelsen af Lateralus, og inkluderede et personligt højdepunkt for bandet, da de fik en 10 shows miniturné med King Crimson i august 2001. MTV lavede en sammenligning af de to bands, hvor de beskrev dem som "de forrige og fremtidens konger af progressivt rock." Om miniturnéen sagde Keenan: "For mig er det at være på scenen med King Crimson det samme som, hvis Lenny Kravitz spillede med Led Zeppelin eller Britney Spears på scenen med Debbie Gibson." Selvom turnéens slutning i november 2002 så ud til at signalere begyndelsen på en ny hviletilstand for bandet, blev de ikke fuldkommen inaktive. Mens Keenan indspillede og turnérede med A Perfect Circle, udgav de andre medlemmer et interview og en indspilning af noget af det nye materiale, begge dele var dog kun tilegnet fanklubben. Den 1. april 2005 bekendtgjorde Tools officielle hjemmeside at "Maynard havde fundet Jesus," og ville opgive indspilningerne til det nye album midlertidigt eller muligvis permanent.
Brian Welch som havde lavet den samme nyhed nogle måneder tidligere, var lykkelig. Kurt Loder fra MTV kontaktede Keenan via email for at bede om en bekræftelse, og modtog en uinteresseret bekræftelse. Da Loder spurgte igen var Keenans respons simpelt "heh heh." Alligevel den 7. april blev beskeden forklaret på den officielle hjemmeside: "Gode nyheder aprilsnars fans. Skriveriet og indspilningerne fortsætter."
Skriveriet og indspilningerne forsatte til opfølgeren af Lateralus. I mellemtiden blev der udgivet en vinyludgave af Lateralus og to DVD-singler. Bandets officielle hjemmeside fik samtidig en ny intro lavet af hjemmesidedesigneren Joshua Davis. Vinyludgaven blev i begyndelsen udgivet i begrænset antal med autografer på, som kun var tilgængelige for deres fanklubs medlemmer. Den blev dog udgivet i offentligheden den 23. august 2005. Den 20. december 2005 blev de to DVD-singler udgivet, hvor den ene indeholdt singlen "Schism" og den anden "Parabola" en remix af Lustmord, og musikvideoen med kommentarer af henholdsvis David Yow og Jello Biafra.

### 10,000 Days(2006– )
Femten år inde i deres karriere havde bandet erhvervet sig, hvad Dan Epstein fra Revolver beskrev som "Kultstatus." Da oplysninger om et kommende album dukkede op med eksempelvis dets indflydelse fra bandsene Fantômas og Meshuggah, der havde deltaget i Lateralus turnéen, dukkede også nye rygter op om Tool.
Den største kontrovers omhandlede albummets titel. Efter flere rygter om titler som Teleincision var blevet afvist, blev det bekendtgjort på Tools officielle hjemmeside, at det nye albums navn var 10,000 Days.
Ikke desto mindre fortsatte spekulationerne: Det blev hævdet, at 10,000 Days kun var et "lokkemads" album til at narre publikum, indtil den dag det blev udgivet. Dette rygte blev dog modbevist, da en kopi af albummet sivede ud på internettet via fildelings netværker en uge inden dets officielle udgivelse.
Albummets første sang "Vicarious" havde præmiere på amerikanske radiostationer den 17. april. Pladen fulgte den 2. maj 2006 i USA, og debuterede i toppen på flere forskellige internationale hitlister. 10,000 Days solgte 564,000 eksemplarer dens første uge i USA, og var nummer 1 på Billboard 200 hitlisten. 10.000 days' salg var dobbelt så højt som Pearl Jams album Pearl Jam, hvilket var dets nærmeste konkurrent. Alligevel modtog 10,000 Days ikke nær så gode anmeldelser som dets forgænger Lateralus.
Efter udgivelsen af 10,000 Days blev et show ved Coachella den 30. april 2006 taget af plakaten. Udover dette lignede turnéprogrammet det samme som Lateralus-turnéen i 2001. I dette tilfælde var tilhængerbandsene Isis og Mastodon. Gennem en kort pause tidligt det efterfølgende år efter turnéen i Australien og New Zealand, fik trommeslager Danny Carey en flænge i et af sine biceps efter en kamp mod hans kærestes hund, hvilket gav en usikkerhed om bandets kommende koncerter i Nordamerika.
Carey gennemgik en operation den 21. februar, og flere koncerter måtte udskydes. Da bandet var tilbage på turnéen i april, dukkede de op som overskrifter på Bonnaroo Music Festival med gæsteoptræden fra Rage Against the Machines Tom Morello på sangen "Lateralus".
I mellemtiden blev "Vicarious" nomineret i kategorien Best Hard Rock Performance (bedste hård rock fremførelse) og 10,000 Days vandt Best Recording Package (bedste indspilningspakke) til det 49. Grammy Awards.
I et interview fra maj 2007 meddelte Justin Chancellor, at bandet formentlig ville fortsætte deres turné til tidligt i 2008 og derefter "tage en lille pause." Han begrænsede denne påstand ved at tilføje, bandet allerede havde skrevet nyt materiale, og ville sikkert udgive et andet album på et eller andet tidspunkt henne ad vejen.
Et muligt projekt indtil næste album kunne være en "bandfilm," en mulighed bandet efter forlydende havde overvejet i længere tid. Ideerne rækker fra "en fortællende historie på en surrealistisk måde med så mange penge og specieleffekter som muligt" til "fordybning af alt eller noget der er live, eller bandet som spiller." Og selvom Carey meddelte at den nødvendige ekspertise til filmen var ved hånden på grund af de mange relationer bandet har til folk, der arbejder i filmbranchen afviste Jones ideen: "Det er bare snak lige nu."
Musikvideoen til "Vicarious" blev udgivet på dvd den 18. december.

## Musikalske stil og indflydelse
Patrick Donovan fra The Age beskrev Tool som, "den tænkende persons metal-band. Intellektuel og instinktiv, blød og hård, melodisk og slibende, følsom og brutal, velbekendt og sær, vestlig og østerlandsk, smukt og grimt, henslængt og episk, de er en sammenfiltring af kontradiktioner." International Herald Tribune's C.B. Liddell roste dem for deres komplekse og evigt udviklende lyd. Allmusic beskrev deres generelle lyd som "skurende post-Jane's Addiction heavy metal", og The New York Times sammenlignede dem med "Led Zeppelins opløftende, hamrende guitar riffs og østerlandsk toneart." Allmusic drog yderligere paralleller mellem bandets album Lateralus og Pink Floyds Meddle (1971) men fyrre år senere og ændret med "Tools impuls til at indpresse hver tomme af uendelighed med hårdt guitarkød og fuldkommen rædsel."

### Musikalske stil
En del af Tools sangrepertoire ligger på brugen af komplekse tidssignaturer eller mere objektivt set andre tidssignaturer en den almindeligt sete 4/4-rytme. For eksempel beskrev bassisten Justin Chancellor tidssignaturen på Lateralus' første single "Schism" som 6,5/8-rytme som senere "går i alle forskellige slags rytmer." Yderligere eksempler inkluderer albummets titelspor som også indeholder skiftende rytmer ligeledes gør 10,000 Days' "Wings for Marie (Pt 1)" og "10,000 Days (Wings Pt 2)".
Bag bandets generelle lyd eksperimenterer hvert medlem med sit eget musikalske spektrum. Blandt andet beskrev Bass Player magazine Chancellors basspil, som en "tyk midtudstrukket tone, guitarstils teknikker og elastisk alsidighed." Som et eksempel nævnte magasinet wah-wah effekten ved at bruge hammer-on "på båndene med venstre hånd, og bruge bassens tonekontrol til at fremkalde en sweep-tone som i sangen "The Patient" (Lateralus 2001)..
Med hensyn til bandets rytmer bruger Danny Carey polyrytmers tabla-stil, og indopererer elektronisk trommeunderlag til at afspille lydklip af forindspillet tabla og octoban-lyde.
Maynard James Keenans evner som vokalist er mere subjektivt blevet beskrevet af Seattle Post-Intelligencer, der efter sin optræden til Alice in Chains genforeningskoncerten i 2005 blev anset af freelancer Travis Hay, "som Layne Staley naturlige afløser." Angående sin rolle i A Perfect Circle og Tool skrev The New York Times: begge grupper er afhængige af Mr. Keenans evner til at værdige følelser som lyst, vrede og afsky, honningen i hans stemme tilføjer et strejf af dybsindighed."

## Medlemmer

### Nuværende medlemmer
- Adam Jones – Guitar
- Danny Carey – Trommer
- Justin Chancellor – Bas
- Maynard James Keenan – Vokal

### Tidligere medlemmer
- Paul d'Amour – Bas

## Diskografi

### Studiealbums
- 1993: Undertow
- 1996: Ænima
- 2001: Lateralus
- 2006: 10,000 Days
- 2019: Fear Inoculum

### Andre
- 1991: Tool også kendt som 72826 demo
- 1992: Opiate ep (1992, Zoo/BMG/Volcano: USA, platin)
- 2000: Salival bokssæt

## Fodnoter
1. 1 2 3  Erlewine, Stephen Thomas; G. Prato. "Tool Biography". AllMusic.com. Hentet 2006-04-28.
2. ↑  "Tool by the Numbers: 10 Things to Know About the Band's Chart History". Billboard. Arkiveret fra originalen 7. august 2019. Hentet 6. august 2019.
3. 1 2 3 4 5  Sokal, Roman (2001-05-23). "Tool - Stepping Out From the Shadows". Exclaim!. Hentet 2006-09-17.
4. 1 2 3  Gennaro, Loraine (1997). "Angry Jung Men!". Livewire Magazine. 7 (3). Hentet 2007-04-08.
5. ↑  Adem Tepedelen (2004-04-30). "Tool Drummer Goes to Circus". Rolling Stone. Arkiveret fra originalen 3. maj 2009. Hentet 2008-01-18.
6. 1 2 3  Kitts, pp. 1965–1969.
7. ↑  Newquist, pp. 11–15.
8. ↑  Akhtar, C3.
9. 1 2  Turman, Katherine (1994-05-31). "A Sober Look At Tool". Circus. Hentet 2007-04-09.
10. ↑  Blake, Blair MacKenzie. "Let Not My Tears Fall Unnoticed: Being the Secret Joys of a Lachrymist". toolarmy.com. Arkiveret fra originalen 2. juni 2012. Hentet 2007-05-06.
11. ↑  Zappa, Moon Unit (april 1994). "Tool Rules" (transcription). Ray Gun (magasin) (15). Hentet 2006-08-27.
12. ↑  Akhtar, E8.
13. 1 2 3  Gennaro, Loraine (1994). "Tool Guitarist Adam Jones is a Master of Many Trades". Guitar School. 03: 16. Hentet 2006-04-07.
14. 1 2  Roncon, Theresa  (Interviewer) (February, 1997). Tool Muchmusic spotlight (TV). Canada: MuchMusic. {{cite AV media}}: Tjek datoværdier i: |date= (hjælp)
15. ↑  Garza, Janiss (1992). "Fresh Blood". RIP magazine. 9. Hentet 2007-06-04.
16. ↑  Dolan, Jon (august 2006). "33 Things You Should Know About Tool". Blender. Hentet 2006-09-18.
17. ↑  Pettigrew, Jason (1997). "Nobody's Tool". Alternative Press. Hentet 2007-04-08.
18. ↑  Garza, Janiss (april 1997). "Hard rockers hail comic genius Bill Hicks". High Times. Hentet 2006-09-18.
19. ↑  "Question & Answer with Kevin Booth". Fade to Black presents: It's Only a Ride: Bill Hicks. Arkiveret fra originalen 29. august 2005. Hentet 2007-07-14.
20. ↑  "Tool Tool fact kit". Circus. januar 1997. Hentet 2007-12-05.
21. ↑  Griffin, J.R. (1994). "TOOL on Videos, Censorship, Art, And Why You Should Never Let A Guy Named Maynard Put You In A Cage". Axcess: 52. Hentet 2007-05-13.
22. ↑  Sherry, p. 176.
23. ↑  Jenison, David (december 1994). "Tool". HYPNO. Hentet 2007-11-10.
24. 1 2  "A Tool for the Truly Cool". San Francisco Chronicle. Hentet 2006-03-02.
25. ↑  Fiend, Rob (oktober 1996). "Sink or Swim - A Conversation With Tool's Justin Chancellor". Gavin Magazine. Hentet 2007-05-09.
26. 1 2  Langer, Andy (maj 1997). "Another Dead Hero". The Austin Chronicle. Hentet 2007-05-29.
27. ↑  Zwick, John (2004-02-25). "Dead 10 years, Hicks still makes us laugh". University of Colorado at Denver Advocate. Arkiveret fra originalen 7. oktober 2007. Hentet 2007-04-09.
28. 1 2  Akhtar, Kabir. "The "Track #1" Fiasco". toolshed.down.net. Hentet 2006-03-06.
29. ↑  McIver, p. 137.
30. 1 2  Akhtar, Kabir. "Tool News: April Fools 1997". toolshed.down.net. Hentet 2007-03-29.
31. ↑  Pareles, Jon. "Lollapalooza's Recycled Hormones: Rebellion by the Numbers". The New York Times. Hentet 2006-03-06.
32. ↑  Fruchtman, Edward (august 1997). "Never Wanted To Be Rock Stars But They Are". Circus. 8. Hentet 2006-06-25.
33. ↑  "40th Grammy Awards". Rockonthenet.com. 1998. Hentet 2007-05-26.
34. ↑  "Tool - Aenima". acclaimedmusic.net. Hentet 2007-06-25.
35. ↑  "Kerrang! End of Year Lists". Kerrang!. Arkiveret fra originalen 14. maj 2016. Hentet 2007-07-27.
36. ↑  "Terrorizer End of Year Lists". Terrorizer. Arkiveret fra originalen 23. februar 2006. Hentet 2007-07-27.
37. ↑  Akhtar, C15.
38. ↑  Borzillo-Vrenna, Carrie. "Tool Gets Sued By Manager For $5 Million". CDNow.com. Hentet 2007-09-17.
39. ↑  Slater, Rosanna (august 2001). "Home Improvement". Classic Rock. Hentet 2007-05-12.
40. ↑  Kline, Scott (2002-10-17). "Breslin hosts heavier sound". The State News. Arkiveret fra originalen 4. januar 2005. Hentet 2007-04-09. "Innovative band playing Beaumont tonight wins new regard from critic". The Beaumont Enterprise. 2002-11-15. Arkiveret fra originalen (fee required) 9. juni 2011. Hentet 2008-01-26.
41. ↑  Alan K. Stout (2001-09-21). "Rock band Tool is all about music, not image". The Times Leader. Arkiveret fra originalen 22. maj 2015. Hentet 2008-01-26. Chancellor says Tool, through it all, never stopped working on new music. He says he, Jones and Carey were in the studio every day, experimenting with new sounds and musical ideas.
42. ↑  Akhtar, H26.
43. 1 2  Akhtar, Kabir. "Old News. January - March 2001". toolshed.down.net. Hentet 2006-03-06.
44. ↑  Gabriella (september 2000). "Interview with Maynard James Keenan of A Perfect Circle". NY Rock. Arkiveret fra originalen 10. marts 2016. Hentet 2006-04-28.
45. ↑  D'Angelo, Joe. "Tool Tinker With Album Title, Set Track List". MTV News. MTV.com. Arkiveret fra originalen 27. maj 2009. Hentet 2006-03-06.
46. ↑  "Lateralus review". E! Online. 2001. Arkiveret fra originalen den 18. december 2003. Hentet 2007-06-18.{{cite web}}:  CS1-vedligeholdelse: BOT: original-url status ukendt (link)
47. 1 2  Bond, Laura (2001). "Tool Stretch Out And Slow Down In Show With King Crimson". VH1.com. Arkiveret fra originalen 1. oktober 2007. Hentet 2007-07-19.
48. ↑  Brett, Milano (2006). "Power Tool: Maynard James Keenan and band craft epic art-metal". Boston Herald. Arkiveret fra originalen (HTML) 29. september 2007. Hentet 2006-05-27.
49. 1 2  Theakston, Rob (2001). "Lateralus Review". AllMusic. Hentet 2006-04-28.
50. ↑  Fricke, David (2001). "Lateralus Review". Rolling Stone. Arkiveret fra originalen 29. december 2008. Hentet 2006-04-24.
51. ↑  DeRogatis, p. 562.
52. ↑  Klein, Joshua (2002-03-29). "Lateralus review". The A.V. Club. Arkiveret fra originalen 10. oktober 2007. Hentet 2007-05-25.
53. ↑  "Discography Tool Laterlaus". Billboard.com. Arkiveret fra originalen 11. marts 2007. Hentet 2006-04-29.
54. ↑  "Grammy Award Winners". The Recording Academy. Arkiveret fra originalen 16. juni 2009. Hentet 2007-04-28.
55. ↑  D'Angelo, Joe (2002). "Alicia Keys Takes Five, 'O Brother' Gets Most At 44th Grammy Awards". MTV News. MTV.com. Arkiveret fra originalen 30. maj 2013. Hentet 2006-08-07.
56. ↑  Travis Hay (2006-05-03). "Tool mesmerizes crowd". Seattle Post-Intelligencer. Hentet 2008-01-18.
57. ↑  Harris, Chris (2005-04-07). "Maynard And Jesus Split: The Conclusion". MTV News. Arkiveret fra originalen 12. maj 2010. Hentet 2007-02-14.
58. ↑  Blake, Blair MacKenzie (2005). "Tool: News". Toolband.com. Arkiveret fra originalen den 24. oktober 2005. Hentet 2007-03-30.{{cite web}}:  CS1-vedligeholdelse: BOT: original-url status ukendt (link)
59. ↑  "Joshua Davis - Projects - Web - Tool" (FLASH). joshuadavis.com. Hentet 2007-04-02.
60. ↑  Epstein, Dan (april 2006). "Do What You Wilt". Revolver.
61. ↑  Wiederhorn, Jon. "Tool Hammer Away At New Album". MTV News. MTV.com. Arkiveret fra originalen 30. maj 2013. Hentet 2006-04-06.
62. 1 2 3  Donovan, Patrick (2006). "Is anyone listening?". TheAge.com.au. Hentet 2006-05-06.
63. ↑  Harris, Chris (2006-05-11). "Tool Planning Summer Tour Around Keenan's Wine Harvest". VH1.com. Arkiveret fra originalen 26. maj 2013. Hentet 2007-06-15.
64. ↑  "Tool, Pearl Jam Claim Billboard Chart In The Name Of Rock (May 10, 2006)". MTV.com. Arkiveret fra originalen 23. oktober 2013. Hentet 2006-09-17.
65. ↑  Metacritic calculated an average score of 68 for 10,000 Days compared to 75 for Lateralus. "Tool: 10,000 Days (2006): Reviews". Metacritic. 2006. Arkiveret fra originalen 27. maj 2009. Hentet 2006-09-17. "Tool: Lateralus (2001): Reviews". Metacritic. 2001. Arkiveret fra originalen 27. maj 2009. Hentet 2007-06-17.
66. ↑  "TOOL : NEWS - TOOL Newsletter February 2007, e.v". Toolband.com. 2007. Arkiveret fra originalen 21. oktober 2007. Hentet 2007-05-10.
67. ↑  Cohen, Jonathan (2007-06-16). "Tool, All-Star Zeppelin Jam Highlight Bonnaroo Day One". Billboard.com. Hentet 2007-06-17.
68. ↑  "Awards Winners List". 49th Annual Grammy Awards. Grammy.com. 2007. Arkiveret fra originalen 8. november 2009. Hentet 2007-03-25.
69. ↑  Pulsifer, Eric (2007-05-15). "Tool returns to Bossier on Thursday". nwlanews.com. Arkiveret fra originalen 18. juni 2008. Hentet 2007-06-07.
70. 1 2  Benson, John (2007-06-12). "Tool movie in the works?". Billboard.com. Hentet 2007-06-15.
71. ↑  "Tool movie in the works?". The Rock Radio online. The Rock Radio. 2007-06-13. Arkiveret fra originalen 30. juni 2007. Hentet 2007-06-15.
72. ↑  Liddell, C.B. (12. januar 2007). "In Sight/Music & Arts Tool frontman: 'I have not smashed up 1 hotel room'". International Herald Tribune/The Asahi Shimbun. Arkiveret fra originalen 17. januar 2007. Hentet 25. maj 2007.
73. ↑  Pareles, Jon (1997). "Lollapalooza's Recycled Hormones: Rebellion by the Numbers". The New York Times. Hentet 28. april 2006.
74. 1 2 3 4  Shiraki, Scott; E.E. Bradman (maj 2001). "Handy Man: How Justin Chancellor Frames Tool's Metal Madness". Bass Player. Arkiveret fra originalen (DOC) 15. juni 2007. Hentet 2. maj 2007.
75. 1 2  Micallef, Ken (juli 2006). "10,000 Days... and beyond". Modern Drummer. Hentet 2. maj 2007.
76. ↑  Hay, Travis (21. februar 2005). "Alice in Chains owns stage in tsunami-relief show full of surprises". Seattle Post-Intelligencer. Hentet 25. maj 2007.
77. ↑  Powers, Ann (2002). "Self-Confidence, and a Tattoo". The New York Times. Hentet 2. maj 2007.